# Wylihof
Der Wylihof, auch Wilihof oder Willihof genannt, wurde 1575 vom Stadtschreiber Wernher Saler aus Solothurn als Sommerhaus über einem quadratischen Grundriss mit polygonalem Treppenturm auf dem Gemeindegebiet von Deitingen erbaut.

## Geschichte
Das „Wile bei Luterbach“, von dem sich der Name Wylihof ableitet, wird erstmals in einer Urkunde von 1330 im Zusammenhang mit Landwirtschaft erwähnt. Es ist allerdings möglich, dass seine Existenz bereits ins Frühmittelalter zurückreicht. Der heutige Grundriss der zugehörigen Sommerresidenz wurde von Werner Saler errichtet. Parallel dazu existierte weiterhin ein Bauernhof; 1624 etwa stand in einer Urkunde des St. Ursenstift, dessen Grundherrschaft er unterstand, die Sentenz: «Und geht der Zins ab dem ganzen Hoff genant der Wylihoff». Aus dem 19. Jahrhundert existieren im Wylihof-Park noch Bachabschnitt und Schleuse, welche dem Turbinen-Betrieb der Zementfabrik dienten.
Zur Zeit des Patrizier-Regimes erwarb 1679 der Hauptmann Johann Friederich Vigier von Steinbrugg das Gebäude und baute an der Westfassade zwei Türmchen an, es wurde zum Türmlihaus. Es folgten Wanddekorationen im Musikzimmer im ersten Stock ca. 1712, im Stil des Régence. 1750 wurden wehrtechnische Wassergräben angelegt (Wasserschloss), die allerdings heute nicht mehr existieren.
1900 wurde das Gebäude durch Georgine Vigier-Kiefer renoviert und durch den Bau eines Wasch-/Backhauses sowie eines Gärtnerhauses ergänzt. Das ehemalige Wasch- und Backhaus dient mittlerweile als Wohnhaus. Im Gärtnerhaus entstanden im Laufe der Zeit sechs Mietwohnungen. Ab 1940 bewohnte das Schlösschen Georgine Frey-de Vigier (1881–1962), eine Tochter von Robert de Vigier, dem Gründer der Zementfabrik im Wylihof, Witwe des Maschineningenieurs und Obersten Rudolf Frey. Die Firma Vigier Cement hatte auch seither ihren Firmensitz mit direktem Gleisanschluss im Wylihof-Areal, direkt bei der heutigen Einfahrt. 1964 wurde das Barockschlösschen renoviert durch Ernst und Suzanne Hockenjos-Frey und 1991 ein weiteres Mal durch Jürg und Yvonne Hürlimann-Hockenjos, die das Haus umfangreich umbauen liessen. Im Zuge dieser Baumaßnahmen wurden zwei Wohnungen erstellt. Acht Jahre später wurde das Erdgeschoss zu Seminarräumlichkeiten für das Hotel Park Forum Wylihof umgestaltet und im Jahr 2003 feierlich eröffnet.
Das Barockschlösschen erwies sich im Laufe der Zeit als sehr renovierungsbedürftig und wird seither jährlich wiederkehrenden Sanierungsmassnahmen unterzogen.